# Monduli (huyện)
Monduli là một huyện thuộc vùng Arusha, Tanzania. Thủ phủ của huyện Monduli đóng tại Monduli Mjini. Huyện Monduli có diện tích 14070 ki lô mét vuông. Đến thời điểm điều tra dân số ngày 25 tháng 8 năm 2002, huyện Monduli có dân số 184516 người.